# Bohuňovice (ort i Tjeckien, Pardubice)
Bohuňovice är en ort i Tjeckien.   Den ligger i regionen Pardubice, i den centrala delen av landet, 130 km öster om huvudstaden Prag. Bohuňovice ligger 347 meter över havet och antalet invånare är 124.
Terrängen runt Bohuňovice är platt åt nordost, men åt sydväst är den kuperad. Runt Bohuňovice är det ganska tätbefolkat, med 80 invånare per kvadratkilometer. Närmaste större samhälle är Česká Třebová, 13,0 km öster om Bohuňovice. Trakten runt Bohuňovice består till största delen av jordbruksmark.